# مبنى صحي
يشير المبنى الصحي إلى المُنشأ الذي يدعم الصحة الجسدية والنفسية والاجتماعية ورفاهية الأشخاص في المباني والبيئة المبنية.
تعد المباني من العوامل الرئيسة المحفزة للصحة والرفاهية لأن معظم الناس يقضون معظم وقتهم في المبنى. وفقًا لمسح نمط النشاط البشري الوطني، يقضي الأمريكيون «ما معدله 87٪ من وقتهم في المباني المغلقة وحوالي 6٪ من وقتهم في المركبات المغلقة.» 
يمكن عد المبنى الصحي بأنه الجيل التالي من المباني الخضراء التي لا تشمل فقط مفاهيم الأبنية الصديقة للبيئة والكفاءة في استخدام الموارد، ولكنها تدمج أيضًا رفاهية الإنسان وأدائه. يمكن أن تشمل هذه الفوائد «الحد من التغيب عن العمل، وخفض تكاليف الرعاية الصحية، وتحسين الأداء الأفراد والمنظمات»، في عام 2017، قدم كل من جوزيف ج.ألين وآري بيرنشتاين من جامعة هارفارد T.H ومدرسة تشان للصحة العامة الأسس التسعة لمبنى صحي بأن: التهوية وجودة الهواء والصحة الحرارية والرطوبة والغبار والآفات والسلامة والأمن وجودة المياه والضوضاء والإضاءة والمناظر.

## التصميم المتكامل
يتضمن المبنى الصحي العديد من المفاهيم ومجالات الاهتمام والتخصصات المختلفة. تصف (9 Foundations)  بأن نهج المبنى الصحي مبني على بناء العلوم وعلوم الصحة. يمكن أن يتكون فريق التصميم المتكامل من المتخصصين مثل مديري المرافق والمهندسين المعماريين ومهندسي البناء وخبراء الصحة والعافية وشركاء الصحة العامة. يمكن أن يؤدي إجراء (Charrettes) مع فريق تصميم متكامل إلى تعزيز التعاون ومساعدة الفريق على تطوير الأهداف والخطط والحلول.

## المباني والمكونات الصحية
هناك العديد من المكونات المختلفة التي يمكن أن تدعم الصحة والرفاهية في المباني.

### جودة الهواء في الداخل
يعتبر Spengler جودة الهواء الداخلي محدد مهم للتصميم الصحي. يمكن أن تساهم المباني ذات نوعية الهواء الداخلي الرديئة في الإصابة بأمراض الرئة المزمنة مثل الربو والتَليف الرئوي وسرطان الرئة. يمكن التخلص من الانبعاثات الكيميائية عن طريق مواد البناء والمفروشات والإمدادات. يمكن أيضًا أن تكون معطرات الهواء ومنتجات التنظيف والدهانات والطباعة والأرضيات ومنتجات الشمع والتلميع مصدرًا للمركبات العضوية المتطايرة (VOCs) والمركبات شبه المتطايرة (SVOCs). يفترض كتيب (LEED v4) أن جودة الهواء الداخلي هي «أحد أكثر العوامل المحورية في الحفاظ على سلامة موظفي المبنى وإنتاجيتهم ورفاهيتهم».

### التنفس
تؤثر معدلات التهوية العالية على الملوثات الداخلية والروائح ونضارة الهواء عن طريق تخفيف الملوثات في الهواء. معيار (ASHRAE 55-2017)  له معايير دنيا تبلغ 8.3 لتر / ثانية / شخص. في إحدى الدراسات، أدى رفع المعدل إلى 15 لترًا / ثانية / فرد إلى زيادة الأداء بنسبة 1.1٪ وتقليل أعراض المبنى المرضي بنسبة 18.8٪. يوصي دليل تصميم المبنى بالكامل بفصل التهوية عن التكييف الحراري لزيادة الراحة.
لا يُنصح بالتهوية الطبيعية في المباني التي لديها متطلبات ترشيح صارمة، ومخاوف تتعلق بتخفيف الملوثات، وعلاقات ضغط خاصة، ومخاوف تتعلق بخصوصية الكلام، ومتطلبات الحمل الحراري الداخلي. يوصي فصل (San Joaquin ASHRAE) بتقييم جودة الهواء الخارجي وتكوين الواجهة والمبنى قبل إثبات التوافق والتحكم في التهوية الطبيعية. يتطلب القسم 6.4 من معيار (ASHRAE) المعياري 55-2017 بأنه يحصل «التحكم يدويًا أو التحكم في التهوية الطبيعية من خلال استخدام مشغلات كهربائية أو ميكانيكية تحت تحكم الشاغل المباشر» وعامل الأمان النهائي للمهندس. يوصي شبنجلر وتشين باستخدام التهوية الطبيعية حيثما أمكن ذلك.

### الغبار والآفات
يمكن أن يكون الغبار والأوساخ مصدرًا للتعرض للمركبات العضوية المتطايرة والرصاص وكذلك المبيدات الحشرية والمواد المسببة للحساسية. يمكن لمكانس الترشيح عالية الكفاءة إزالة الجزيئات مثل الوبر والمواد المثيرة للحساسية التي تؤدي إلى مشاكل في التنفس. تشير دراسة أجريت على الأطفال المصابين بالربو في المجتمعات الحضرية الداخلية إلى أنهم أصبحوا حساسين لوجود الصراصير أو الفئران بسبب وجودهم في منازلهم.

### الراحة الحرارية
تتأثر الراحة الحرارية بعوامل مثل درجة حرارة الهواء، ومتوسط درجة الحرارة المشعة، والرطوبة النسبية، وسرعة الهواء، ومعدل الأيض، والملابس. يمكن أن تؤثر الظروف الحرارية على التعلم والأداء المعرفي وإنجاز المهام ونقل الأمراض واضطرابات النوم. تعرف ASHRAE البيئة الحرارية المقبولة على أنها بيئة يجدها 80٪ من شاغليها مقبولة، وينتج عن التحكم الحراري إرضاء الموظفين. يمكن للمساحات الداخلية غير المكيفة أن تخلق موجات حرارية داخلية إذا كان الهواء الخارجي بارد ولكن الكتلة الحرارية للمبنى تحبس الهواء الأكثر سخونة بالداخل. (Cedeño-Laurent et al) يعتقد أن هذه الأمور قد تزداد سوءًا لأن تغير المناخ يزيد من «تواتر موجات الحرارة ومدتها وشدتها» وسيكون من الصعب التكيف معها في المناطق المصممة للمناخات الباردة.